# Max Schmeling
Max Adolph Otto Siegfried Schmeling (n. 28 septembrie 1905, Klein Luckow – d. 2 februarie 2005, Wenzendorf) a fost un pugilist german, campion mondial între anii 1930 - 1932 la categoria grea. El este considerat ca unul dintre cei mai populari sportivi germani.